# Svetozar Marović
Svetozar Marović (n. 31 martie 1955, Kotor, Republica Socialistă Muntenegru, RSF Iugoslavia) a fost singurul președinte al Uniunii statale a Serbiei și Muntenegrului în perioada 7 martie 2003 - 3 iunie 2006. A avut și funcția de șef al guvernului ca Președinte al Consiliului de Miniștri al Serbiei și Muntenegrului (funcții unificate). A fost președinte și prim-ministru al Serbiei și Muntenegrului din 2003 până în 2006 când Muntenegru și-a declarat independența.
Marović s-a născut în Kotor, tatăl lui fiind din regiunea Grbalj și mama muntenegreană. Kotor a fost cel mai apropiat oraș în care se afla o maternitate, dar Marović consideră Budva drept orașul său natal. A crescut acolo și, când cariera sa în politică s-a sfârșit, familia sa este una dintre cele mai bogate din Budva.
A obținut o diplomă la Facultatea de Drept a Universității Veljko Vlahović din Titograd.
La 15 decembrie 2015, a fost arestat în Muntenegru pentru acuzații de corupție, iar la 18 august 2017 conturile bancare ale familiei sale au fost înghețate.
Svetozar Marović este căsătorit cu Đurđina "Đina" Prelević. Ei au doi copii, un băiat, Miloš, și o fiică, Milena

## Președinte al Serbiei și Muntenegrului
Au existat șase președinți ai Republicii Federală Iugoslavia (doi interimari) după afirmarea independenței față de Republica Socialistă Federativă Iugoslavia (SFRY) în 1992 până la dizolvarea sa în 2003. Svetozar Marović de la Partidul Democrat al Socialiștilor din Muntenegru a fost singurul președinte al RF Iugoslavia după reformele constituționale și reconstituirea sa ca o confederație. El a intrat în funcție la 7 martie 2003. După declararea independenței Muntenegrului, la 3 iunie 2006, președintele a anunțat, la 4 iunie 2006, încetarea mandatului său.

## Legături externe
| Funcții politice                                                                 | Funcții politice                                  | Funcții politice |
| -------------------------------------------------------------------------------- | ------------------------------------------------- | --- |
| Predecesor: Vojislav Koštunica ca Președintele Republicii Federale a Iugoslaviei | Președintele Serbiei și Muntenegrului 2003-2006   | Funcție eliminată Serbia și Muntenegru s-a destrămat în Serbia (președinte Boris Tadić) și Muntenegru (președinte Filip Vujanović)              |
| Predecesor: Dragiša Pešić ca Prim-ministrul Republicii Federale a Iugoslaviei    | Prim-ministrul Serbiei și Muntenegrului 2003-2006 | Funcție eliminatăd Serbia și Muntenegru s-a destrămat în Serbia (prim-ministru Vojislav Koštunica) și Muntenegru (prim-ministru Milo Đukanović) |